# Księga Welesa
Księga Welesa – apokryficzny tekst dotyczący religii i historii starożytnych Słowian. Przez naukowców tekst uważany jest za falsyfikat, co jednak nie przekonuje w pełni części słowiańskich rodzimowierców, uważających go za swoją świętą księgę.
Tekst dotyczy okresu od IX wieku p.n.e. do VIII wieku naszej ery. Opisuje migrację plemion słowiańskich z Azji Środkowej po Dunaj i ich walkę z napotkanymi po drodze ludami takimi jak Alanowie, Awarowie, Chazarowie, Hunowie, Waregowie czy Grecy. Zawiera także jakoby unikatowe informacje na temat kultury materialnej i duchowej ówczesnych Słowian i sylwetki ich władców. Pierwotnie miał być rzekomo zapisany na drewnianych deseczkach, w co najmniej trzech dialektach słowiańskich.

## Historia
Tekst Księgi Welesa został ujawniony po raz pierwszy na łamach wydawanego w San Francisco emigracyjnego czasopisma Żar-Ptica (Жар-птице), publikowany stopniowo od 1957 do 1959 roku.
Według relacji o okolicznościach odkrycia Księgi Welesa w 1919 roku pułkownik Białej Armii Ali Fiodor Arturowicz Izenbek, w jednym ze splądrowanych majątków w miejscowości Wełykyj Burłuk, jak twierdził znalazł i zabrał drewniane deseczki pokryte dziwnymi napisami. Po zwycięstwie bolszewików Izenbek wyemigrował na zachód i osiedlił się w Brukseli; tam w 1925 roku o tabliczkach dowiedział się inżynier chemik J.P. Mirolubow, amatorsko zajmujący się badaniem folkloru i wierzeń słowiańskich, który rozpoczął studia nad deseczkami. Zajął się odrestaurowaniem deseczek, ich fotografowaniem i przepisaniem większości tekstów. Mirolubow próbował też odczytać zawarte tam teksty. Podczas badań Izenbek był bardzo ostrożny w stosunku do deseczek i aż do swojej śmierci w 1941 roku nie pozwolił ich wynieść z domu.
Deseczki miały zaginąć w czasie II wojny światowej i do dziś zachowało się tylko zdjęcie ręcznego odrysu jednej z nich, wykonane przez Mirolubowa.
Po wojnie Mirolubow wyemigrował do USA i przekazał swoje materiały Muzeum Rosyjskiemu w San Francisco. Tam miały zostać odnalezione w 1953 roku przez A.A. Kurienkowa (pseudonim A. Kur), generała Białej Armii podającego się za „asyrologa”, wydawcę czasopisma Żar-Ptica. Redakcji i tłumaczenia tekstu dokonał Siergiej Paramow, z wykształcenia biolog, który pod pseudonimem Siergiej Lesnoj publikował amatorskie prace z zakresu historii Rusi. On także nazwał ten tekst Księgą Welesa, od imienia słowiańskiego boga, pojawiającego się na jednej z deseczek. W 1960 roku Lesnoj przesłał Komitetowi Słowianoznawstwa Akademii Nauk ZSRR fotografię odrysu deseczki, na podstawie której paleograf i filolog L.P. Żukowska dokonała druzgoczącej recenzji nowo odkrytego „źródła”. Temat Księgi Welesa był omawiany podczas V Międzynarodowego Zjazdu Slawistów w Sofii w 1963 roku; Lesnoj mimo otrzymanego zaproszenia na tę konferencję nie przyjechał.
Wszystkie rzekome tabliczki były tej samej wielkości: 38 × 22 cm, grubości około 5 mm, o nierównych krawędziach, z otworami do mocowania rzemienia. Napisy były wykonane ostrym przedmiotem (szydłem), a następnie pokryte jakimś rodzajem lakieru. Wzdłuż każdej narysowane były linie, pod którymi wpisany jest tekst. Niektóre z desek były częściowo spróchniałe.

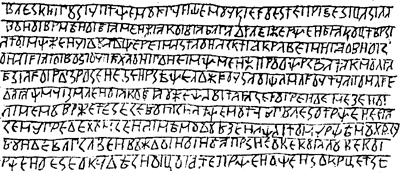
Zdjęcie ręcznego odrysu jednej z deseczek. Jest to jedyne świadectwo rzekomego „znaleziska”, jako że wszystkie pozostałe deseczki oraz ich fotografie i odrysy miały zaginąć.

## Krytyka
Księga Welesa uważana jest przez historyków za falsyfikat. Kontrowersje budzą już same okoliczności „odkrycia” tekstu i relacja Izenbeka, który w rzeczywistości miał stopień miczmana artylerii, a jego pobyt na Charkowszczyźnie jest wątpliwy. Ponieważ rzekomy oryginał zaginął, nie są możliwe badania drewna, na którym był spisany. Przeciw oryginalności przemawiają błędy w pisowni liter, ich wygląd (krzyżówka cyrylicy ze skandynawskimi runami) i niepoprawne użycie niektórych sformułowań. Wskazuje się także na chaotyczny język tekstu, brak stałej gramatyki i występowanie słów nieistniejących 1000 lat temu w żadnym słowiańskim języku. Przeciwko autentyczności tekstu świadczą również jego fantastyczna, często niezgodna z faktami historycznymi treść, oraz brak innych tego typu zabytków z opisywanego okresu. Jak zauważają krytycy, treść Księgi Welesa prezentuje nienaukowe poglądy historyczne z połowy XIX wieku i jest całkowicie sprzeczna ze wszystkimi znanymi tekstami źródłowymi na temat Słowian, m.in. skandynawskimi, arabskimi czy Geografem Bawarskim.
W 1990 roku rosyjski tekstolog Oleg Tworogow opublikował pracę na temat Księgi Welesa, uznając jednoznacznie tekst za falsyfikat.
Wskazuje się także na analogię do innych tego typu fałszerstw, takich jak kamienie mikorzyńskie, idole prillwickie, kronika Prokosza czy rękopisy królowodworski i zielonogórski. Jako domniemany autor fałszerstwa, obok Mirolubowa, wskazywany jest Gruzin Aleksander Sułakadzew (1771–1830), autor licznych fałszerstw pozorujących „starożytne teksty”.
Niektórzy słowiańscy neopoganie, wbrew jednoznacznemu osądowi badaczy na temat autentyczności Księgi Welesa, uważają ten tekst za swoją świętą księgę. Znaczne „zasługi” w jej popularyzacji ma Lew Syłenko, założyciel neopogańskiej organizacji RUNWira. Na Ukrainie po upadku ZSRR Księgę Welesa traktowano często jako podbudowę nowej ideologii narodowej uważającej ziemie ukraińskie za prakolebkę Indoeuropejczyków i źródło potwierdzające starożytne korzenie Słowian. Tekst ten znalazł się nawet w kanonie lektur szkolnych ukraińskich szkół.